# آزادی در جهان بر اساس منطقه

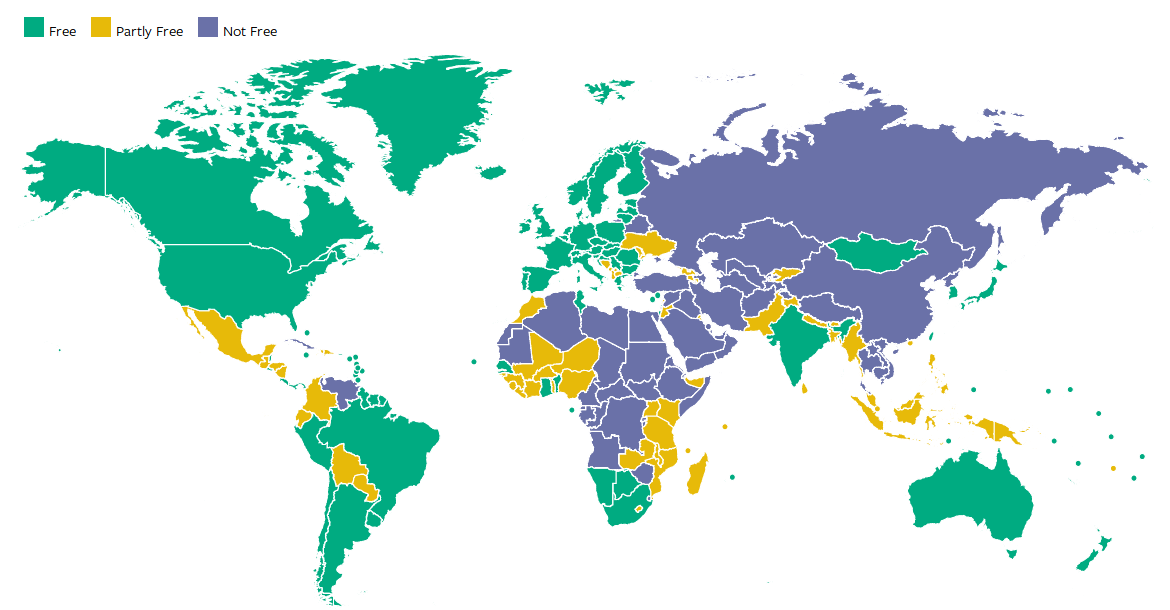
درجه‌بندی کشورها در سال ۲۰۱۷ از طرف آزادی دنیا که در سال ۲۰۱۷ منتشر شد و میزان آزادی جهانی را نشان می‌دهد.
آزاد (۸۷)
تا حدودی آزاد (۵۹)
نا آزاد (۴۹)

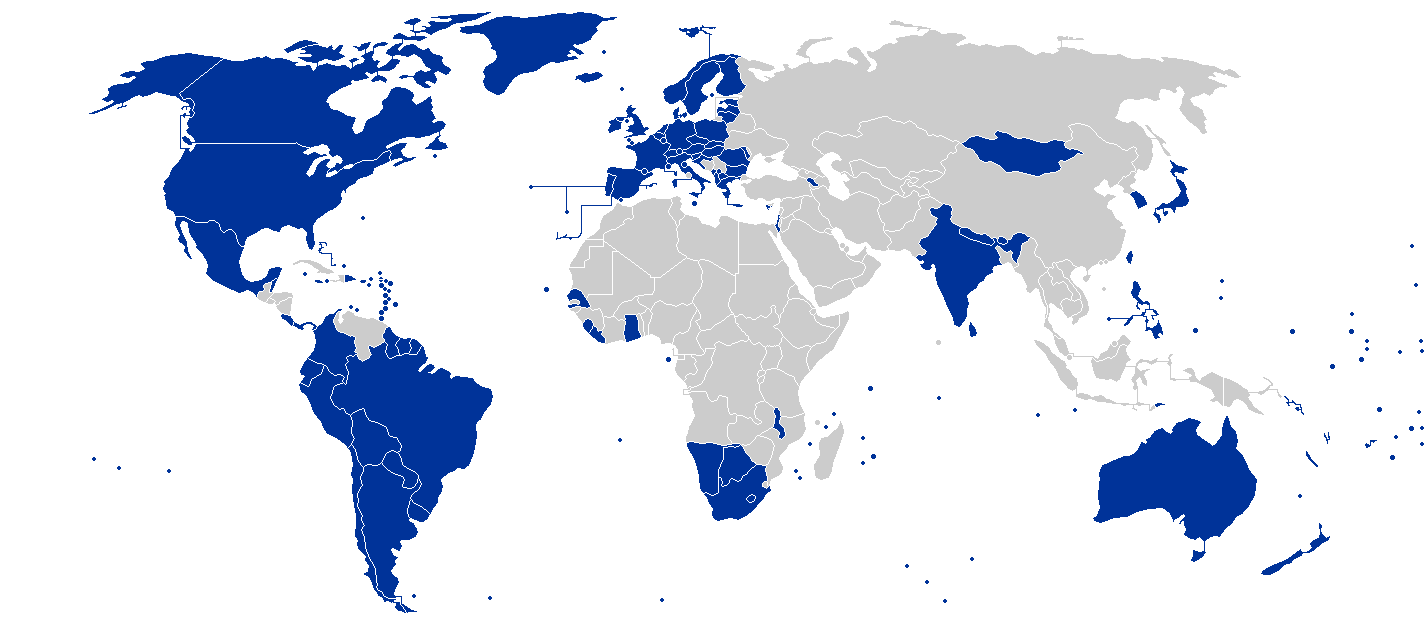
کشورهایی که در سال ۲۰۱۶دارای دموکراسی نیابتی بودند. این گزارش سال ۲۰۱۷ ارائه شد.

آزادی در جهان بر اساس منطقه (به انگلیسی: Freedom in the World by region) یک نظرسنجی و گزارش سالانه است که از طرف سازمان مردم‌نهاد مستقر در آمریکا به نام خانه آزادی تهیه می‌شود که میزان آزادی مدنی و حقوق سیاسی هر ملت و سرزمینی را در سراسر جهان مورد بررسی قرار می‌دهد.

### کشورهای جنوب صحرای آفریقا
'کلید:'   '* *'  - دموکراسی‌های انتخاباتی (همان‌طور که در بالا توضیح داده شد)،  'PR'  - حقوق سیاسی، 'CL' '-به این ترتیب رده‌بندی می‌شوند آزادی‌های مدنی، وضعیت آزاد، آزادی، تقریباً آزاد، آزادی وجود ندارد.
|                       | ۲۰۱۰ | ۲۰۱۰ | ۲۰۱۰       | ۲۰۱۱ | ۲۰۱۱ | ۲۰۱۱       | ۲۰۱۲ | ۲۰۱۲ | ۲۰۱۲       | ۲۰۱۳ | ۲۰۱۳ | ۲۰۱۳       | ۲۰۱۴ | ۲۰۱۴ | ۲۰۱۴       | ۲۰۱۵ | ۲۰۱۵ | ۲۰۱۵       | ۲۰۱۶ | ۲۰۱۶ | ۲۰۱۶       | ۲۰۱۷ | ۲۰۱۷ | ۲۰۱۷       | ۲۰۱۸ | ۲۰۱۸ | ۲۰۱۸       |
| Country               | PR   | CL   | آزاد       | PR   | CL   | آزاد       | PR   | CL   | آزاد       | PR   | CL   | آزاد       | PR   | CL   | آزاد       | PR   | CL   | آزاد       | PR   | CL   | آزاد       | PR   | CL   | آزاد       | PR   | CL   | آزاد       |
| --------------------- | ---- | ---- | ---------- | ---- | ---- | ---------- | ---- | ---- | ---------- | ---- | ---- | ---------- | ---- | ---- | ---------- | ---- | ---- | ---------- | ---- | ---- | ---------- | ---- | ---- | ---------- | ---- | ---- | ---------- |
| آنگولا                | ۶    | ۵    | بدون آزادی | ۶    | ۵    | بدون آزادی | ۶    | ۵    | بدون آزادی | ۶    | ۵    | بدون آزادی | ۶    | ۵    | بدون آزادی | ۶    | ۵    | بدون آزادی | ۶    | ۶    | بدون آزادی | ۶    | ۶    | بدون آزادی | ۶    | ۶    | بدون آزادی |
| بنین*                 | ۲    | ۲    | آزاد       | ۲    | ۲    | آزاد       | ۲    | ۲    | آزاد       | ۲    | ۲    | آزاد       | ۲    | ۲    | آزاد       | ۲    | ۲    | آزاد       | ۲    | ۲    | آزاد       | ۲    | ۲    | آزاد       | ۲    | ۲    | آزاد       |
| بوتسوانا*             | ۳    | ۲    | آزاد       | ۳    | ۲    | آزاد       | ۳    | ۲    | آزاد       | ۳    | ۲    | آزاد       | ۳    | ۲    | آزاد       | ۳    | ۲    | آزاد       | ۳    | ۲    | آزاد       | ۳    | ۲    | آزاد       | ۳    | ۲    | آزاد       |
| بورکینافاسو*          | ۵    | ۳    | نیمه‌آزاد   | ۵    | ۳    | نیمه‌آزاد   | ۵    | ۳    | نیمه‌آزاد   | ۵    | ۳    | نیمه‌آزاد   | ۵    | ۳    | نیمه‌آزاد   | ۶    | ۳    | نیمه‌آزاد   | ۴    | ۳    | نیمه‌آزاد   | ۴    | ۳    | نیمه‌آزاد   | ۴    | ۳    | نیمه‌آزاد   |
| بوروندی               | ۴    | ۵    | نیمه‌آزاد   | ۵    | ۵    | نیمه‌آزاد   | ۵    | ۵    | نیمه‌آزاد   | ۵    | ۵    | نیمه‌آزاد   | ۵    | ۵    | نیمه‌آزاد   | ۶    | ۵    | بدون آزادی | ۷    | ۶    | بدون آزادی | ۷    | ۶    | بدون آزادی | ۷    | ۶    | بدون آزادی |
| کامرون                | ۶    | ۶    | بدون آزادی | ۶    | ۶    | بدون آزادی | ۶    | ۶    | بدون آزادی | ۶    | ۶    | بدون آزادی | ۶    | ۶    | بدون آزادی | ۶    | ۶    | بدون آزادی | ۶    | ۶    | بدون آزادی | ۶    | ۶    | بدون آزادی | ۶    | ۶    | بدون آزادی |
| کیپ ورد*              | ۱    | ۱    | آزاد       | ۱    | ۱    | آزاد       | ۱    | ۱    | آزاد       | ۱    | ۱    | آزاد       | ۱    | ۱    | آزاد       | ۱    | ۱    | آزاد       | ۱    | ۱    | آزاد       | ۱    | ۱    | آزاد       | ۱    | ۱    | آزاد       |
| جمهوری آفریقای مرکزی  | ۵    | ۵    | نیمه‌آزاد   | ۵    | ۵    | نیمه‌آزاد   | ۵    | ۵    | نیمه‌آزاد   | ۵    | ۵    | نیمه‌آزاد   | ۷    | ۷    | بدون آزادی | ۷    | ۷    | بدون آزادی | ۷    | ۷    | بدون آزادی | ۷    | ۷    | بدون آزادی | ۷    | ۷    | بدون آزادی |
| چاد                   | ۷    | ۶    | بدون آزادی | ۷    | ۶    | بدون آزادی | ۷    | ۶    | بدون آزادی | ۷    | ۶    | بدون آزادی | ۷    | ۶    | بدون آزادی | ۷    | ۶    | بدون آزادی | ۷    | ۶    | بدون آزادی | ۷    | ۶    | بدون آزادی | ۷    | ۶    | بدون آزادی |
| کومور*                | ۳    | ۴    | نیمه‌آزاد   | ۳    | ۴    | نیمه‌آزاد   | ۳    | ۴    | نیمه‌آزاد   | ۳    | ۴    | نیمه‌آزاد   | ۳    | ۴    | نیمه‌آزاد   | ۳    | ۴    | نیمه‌آزاد   | ۳    | ۴    | نیمه‌آزاد   | ۳    | ۴    | نیمه‌آزاد   | ۳    | ۴    | نیمه‌آزاد   |
| جمهوری دموکراتیک کنگو | ۶    | ۵    | بدون آزادی | ۶    | ۵    | بدون آزادی | ۶    | ۵    | بدون آزادی | ۶    | ۵    | بدون آزادی | ۶    | ۵    | بدون آزادی | ۶    | ۵    | بدون آزادی | ۶    | ۵    | بدون آزادی | ۷    | ۵    | بدون آزادی | ۷    | ۵    | بدون آزادی |
| جمهوری دموکراتیک کنگو | ۶    | ۶    | بدون آزادی | ۶    | ۶    | بدون آزادی | ۶    | ۶    | بدون آزادی | ۶    | ۶    | بدون آزادی | ۶    | ۶    | بدون آزادی | ۶    | ۶    | بدون آزادی | ۶    | ۶    | بدون آزادی | ۷    | ۶    | بدون آزادی | ۷    | ۶    | بدون آزادی |
| ساحل عاج*             | ۶    | ۵    | بدون آزادی | ۷    | ۶    | بدون آزادی | ۶    | ۶    | بدون آزادی | ۵    | ۵    | نیمه‌آزاد   | ۵    | ۴    | نیمه‌آزاد   | ۵    | ۴    | نیمه‌آزاد   | ۴    | ۴    | نیمه‌آزاد   | ۴    | ۴    | نیمه‌آزاد   | ۴    | ۴    | نیمه‌آزاد   |
| جیبوتی                | ۵    | ۵    | نیمه‌آزاد   | ۶    | ۵    | بدون آزادی | ۶    | ۵    | بدون آزادی | ۶    | ۵    | بدون آزادی | ۶    | ۵    | بدون آزادی | ۶    | ۵    | بدون آزادی | ۶    | ۵    | بدون آزادی | ۶    | ۵    | بدون آزادی | ۶    | ۵    | بدون آزادی |
| گینه استوایی          | ۷    | ۷    | بدون آزادی | ۷    | ۷    | بدون آزادی | ۷    | ۷    | بدون آزادی | ۷    | ۷    | بدون آزادی | ۷    | ۷    | بدون آزادی | ۷    | ۷    | بدون آزادی | ۷    | ۷    | بدون آزادی | ۷    | ۷    | بدون آزادی | ۷    | ۷    | بدون آزادی |
| اریتره                | ۷    | ۷    | بدون آزادی | ۷    | ۷    | بدون آزادی | ۷    | ۷    | بدون آزادی | ۷    | ۷    | بدون آزادی | ۷    | ۷    | بدون آزادی | ۷    | ۷    | بدون آزادی | ۷    | ۷    | بدون آزادی | ۷    | ۷    | بدون آزادی | ۷    | ۷    | بدون آزادی |
| اتیوپی                | ۵    | ۵    | نیمه‌آزاد   | ۶    | ۶    | بدون آزادی | ۶    | ۶    | بدون آزادی | ۶    | ۶    | بدون آزادی | ۶    | ۶    | بدون آزادی | ۶    | ۶    | بدون آزادی | ۷    | ۶    | بدون آزادی | ۷    | ۶    | بدون آزادی | ۷    | ۶    | بدون آزادی |
| گابن                  | ۶    | ۵    | بدون آزادی | ۶    | ۵    | بدون آزادی | ۶    | ۵    | بدون آزادی | ۶    | ۵    | بدون آزادی | ۶    | ۵    | بدون آزادی | ۶    | ۵    | بدون آزادی | ۶    | ۵    | بدون آزادی | ۶    | ۵    | بدون آزادی | ۷    | ۵    | بدون آزادی |
| گامبیا                | ۵    | ۵    | نیمه‌آزاد   | ۵    | ۵    | نیمه‌آزاد   | ۶    | ۵    | بدون آزادی | ۶    | ۶    | بدون آزادی | ۶    | ۶    | بدون آزادی | ۶    | ۶    | بدون آزادی | ۷    | ۶    | بدون آزادی | ۶    | ۶    | بدون آزادی | ۴    | ۵    | نیمه‌آزاد   |
| غنا*                  | ۱    | ۲    | آزاد       | ۱    | ۲    | آزاد       | ۱    | ۲    | آزاد       | ۱    | ۲    | آزاد       | ۱    | ۲    | آزاد       | ۱    | ۲    | آزاد       | ۱    | ۲    | آزاد       | ۱    | ۲    | آزاد       | ۱    | ۲    | آزاد       |
| گینه                  | ۷    | ۶    | بدون آزادی | ۵    | ۵    | نیمه‌آزاد   | ۵    | ۵    | نیمه‌آزاد   | ۵    | ۵    | نیمه‌آزاد   | ۵    | ۵    | نیمه‌آزاد   | ۵    | ۵    | نیمه‌آزاد   | ۵    | ۵    | نیمه‌آزاد   | ۵    | ۵    | نیمه‌آزاد   | ۵    | ۵    | نیمه‌آزاد   |
| گینه بیسائو           | ۴    | ۴    | نیمه‌آزاد   | ۴    | ۴    | نیمه‌آزاد   | ۴    | ۴    | نیمه‌آزاد   | ۶    | ۵    | بدون آزادی | ۶    | ۵    | بدون آزادی | ۵    | ۵    | نیمه‌آزاد   | ۵    | ۵    | نیمه‌آزاد   | ۵    | ۵    | نیمه‌آزاد   | ۵    | ۵    | نیمه‌آزاد   |
| کنیا*                 | ۴    | ۴    | نیمه‌آزاد   | ۴    | ۳    | نیمه‌آزاد   | ۴    | ۳    | نیمه‌آزاد   | ۴    | ۴    | نیمه‌آزاد   | ۴    | ۴    | نیمه‌آزاد   | ۴    | ۴    | نیمه‌آزاد   | ۴    | ۴    | نیمه‌آزاد   | ۴    | ۴    | نیمه‌آزاد   | ۴    | ۴    | نیمه‌آزاد   |
| لسوتو*                | ۳    | ۳    | نیمه‌آزاد   | ۳    | ۳    | نیمه‌آزاد   | ۳    | ۳    | نیمه‌آزاد   | ۲    | ۳    | آزاد       | ۲    | ۳    | آزاد       | ۲    | ۳    | آزاد       | ۳    | ۳    | نیمه‌آزاد   | ۳    | ۳    | نیمه‌آزاد   | ۳    | ۳    | نیمه‌آزاد   |
| لیبریا*               | ۳    | ۴    | نیمه‌آزاد   | ۳    | ۴    | نیمه‌آزاد   | ۳    | ۴    | نیمه‌آزاد   | ۳    | ۴    | نیمه‌آزاد   | ۳    | ۴    | نیمه‌آزاد   | ۳    | ۴    | نیمه‌آزاد   | ۳    | ۴    | نیمه‌آزاد   | ۳    | ۴    | نیمه‌آزاد   | ۳    | ۳    | نیمه‌آزاد   |
| ماداگاسکار*           | ۶    | ۴    | نیمه‌آزاد   | ۶    | ۴    | نیمه‌آزاد   | ۶    | ۴    | نیمه‌آزاد   | ۶    | ۴    | نیمه‌آزاد   | ۵    | ۴    | نیمه‌آزاد   | ۴    | ۴    | نیمه‌آزاد   | ۳    | ۴    | نیمه‌آزاد   | ۳    | ۴    | نیمه‌آزاد   | ۳    | ۴    | نیمه‌آزاد   |
| مالاوی*               | ۳    | ۴    | نیمه‌آزاد   | ۳    | ۴    | نیمه‌آزاد   | ۳    | ۴    | نیمه‌آزاد   | ۳    | ۴    | نیمه‌آزاد   | ۳    | ۴    | نیمه‌آزاد   | ۳    | ۴    | نیمه‌آزاد   | ۳    | ۳    | نیمه‌آزاد   | ۳    | ۳    | نیمه‌آزاد   | ۳    | ۳    | نیمه‌آزاد   |
| مالی                  | ۲    | ۳    | آزاد       | ۲    | ۳    | آزاد       | ۲    | ۳    | آزاد       | ۷    | ۵    | بدون آزادی | ۵    | ۴    | نیمه‌آزاد   | ۵    | ۴    | نیمه‌آزاد   | ۵    | ۴    | نیمه‌آزاد   | ۵    | ۴    | نیمه‌آزاد   | ۵    | ۴    | نیمه‌آزاد   |
| موریتانی              | ۶    | ۵    | بدون آزادی | ۶    | ۵    | بدون آزادی | ۶    | ۵    | بدون آزادی | ۶    | ۵    | بدون آزادی | ۶    | ۵    | بدون آزادی | ۶    | ۵    | بدون آزادی | ۶    | ۵    | بدون آزادی | ۶    | ۵    | بدون آزادی | ۶    | ۵    | بدون آزادی |
| موریس*                | ۱    | ۲    | آزاد       | ۱    | ۲    | آزاد       | ۱    | ۲    | آزاد       | ۱    | ۲    | آزاد       | ۱    | ۲    | آزاد       | ۱    | ۲    | آزاد       | ۱    | ۲    | آزاد       | ۱    | ۲    | آزاد       | ۱    | ۲    | آزاد       |
| موزامبیک              | ۴    | ۳    | نیمه‌آزاد   | ۴    | ۳    | نیمه‌آزاد   | ۴    | ۳    | نیمه‌آزاد   | ۴    | ۳    | نیمه‌آزاد   | ۴    | ۳    | نیمه‌آزاد   | ۴    | ۳    | نیمه‌آزاد   | ۴    | ۴    | نیمه‌آزاد   | ۴    | ۴    | نیمه‌آزاد   | ۴    | ۴    | نیمه‌آزاد   |
| نامیبیا*              | ۲    | ۲    | آزاد       | ۲    | ۲    | آزاد       | ۲    | ۲    | آزاد       | ۲    | ۲    | آزاد       | ۲    | ۲    | آزاد       | ۲    | ۲    | آزاد       | ۲    | ۲    | آزاد       | ۲    | ۲    | آزاد       | ۲    | ۲    | آزاد       |
| نیجر                  | ۵    | ۴    | نیمه‌آزاد   | ۵    | ۴    | نیمه‌آزاد   | ۳    | ۴    | نیمه‌آزاد   | ۳    | ۴    | نیمه‌آزاد   | ۳    | ۴    | نیمه‌آزاد   | ۳    | ۴    | نیمه‌آزاد   | ۳    | ۴    | نیمه‌آزاد   | ۴    | ۴    | نیمه‌آزاد   | ۴    | ۴    | نیمه‌آزاد   |
| نیجریه*               | ۵    | ۴    | نیمه‌آزاد   | ۴    | ۴    | نیمه‌آزاد   | ۴    | ۴    | نیمه‌آزاد   | ۴    | ۴    | نیمه‌آزاد   | ۴    | ۴    | نیمه‌آزاد   | ۴    | ۵    | نیمه‌آزاد   | ۴    | ۵    | نیمه‌آزاد   | ۳    | ۵    | نیمه‌آزاد   | ۳    | ۵    | نیمه‌آزاد   |
| رواندا                | ۶    | ۵    | بدون آزادی | ۶    | ۵    | بدون آزادی | ۶    | ۵    | بدون آزادی | ۶    | ۶    | بدون آزادی | ۶    | ۵    | بدون آزادی | ۶    | ۶    | بدون آزادی | ۶    | ۶    | بدون آزادی | ۶    | ۶    | بدون آزادی | ۶    | ۶    | بدون آزادی |
| سائوتومه و پرنسیپ*    | ۲    | ۲    | آزاد       | ۲    | ۲    | آزاد       | ۲    | ۲    | آزاد       | ۲    | ۲    | آزاد       | ۲    | ۲    | آزاد       | ۲    | ۲    | آزاد       | ۲    | ۲    | آزاد       | ۲    | ۲    | آزاد       | ۲    | ۲    | آزاد       |
| سنگال*                | ۳    | ۳    | نیمه‌آزاد   | ۳    | ۳    | نیمه‌آزاد   | ۳    | ۳    | نیمه‌آزاد   | ۲    | ۳    | آزاد       | ۲    | ۲    | آزاد       | ۲    | ۲    | آزاد       | ۲    | ۲    | آزاد       | ۲    | ۲    | آزاد       | ۲    | ۲    | آزاد       |
| سیشل*                 | ۳    | ۳    | نیمه‌آزاد   | ۳    | ۳    | نیمه‌آزاد   | ۳    | ۳    | نیمه‌آزاد   | ۳    | ۳    | نیمه‌آزاد   | ۳    | ۳    | نیمه‌آزاد   | ۳    | ۳    | نیمه‌آزاد   | ۳    | ۳    | نیمه‌آزاد   | ۳    | ۳    | نیمه‌آزاد   | ۳    | ۳    | نیمه‌آزاد   |
| سیرالئون*             | ۳    | ۳    | نیمه‌آزاد   | ۳    | ۳    | نیمه‌آزاد   | ۳    | ۳    | نیمه‌آزاد   | ۲    | ۳    | آزاد       | ۳    | ۳    | نیمه‌آزاد   | ۳    | ۳    | نیمه‌آزاد   | ۳    | ۳    | نیمه‌آزاد   | ۳    | ۳    | نیمه‌آزاد   | ۳    | ۳    | نیمه‌آزاد   |
| سومالی                | ۷    | ۷    | بدون آزادی | ۷    | ۷    | بدون آزادی | ۷    | ۷    | بدون آزادی | ۷    | ۷    | بدون آزادی | ۷    | ۷    | بدون آزادی | ۷    | ۷    | بدون آزادی | ۷    | ۷    | بدون آزادی | ۷    | ۷    | بدون آزادی | ۷    | ۷    | بدون آزادی |
| آفریقای جنوبی*        | ۲    | ۲    | آزاد       | ۲    | ۲    | آزاد       | ۲    | ۲    | آزاد       | ۲    | ۲    | آزاد       | ۲    | ۲    | آزاد       | ۲    | ۲    | آزاد       | ۲    | ۲    | آزاد       | ۲    | ۲    | آزاد       | ۲    | ۲    | آزاد       |
| سودان جنوبی           | ۷    | ۷    | بدون آزادی | ۷    | ۷    | بدون آزادی | ۶    | ۵    | بدون آزادی | ۶    | ۵    | بدون آزادی | ۶    | ۶    | بدون آزادی | ۷    | ۶    | بدون آزادی | ۷    | ۶    | بدون آزادی | ۷    | ۷    | بدون آزادی | ۷    | ۷    | بدون آزادی |
| سودان                 | ۷    | ۷    | بدون آزادی | ۷    | ۷    | بدون آزادی | ۷    | ۷    | بدون آزادی | ۷    | ۷    | بدون آزادی | ۷    | ۷    | بدون آزادی | ۷    | ۷    | بدون آزادی | ۷    | ۷    | بدون آزادی | ۷    | ۷    | بدون آزادی | ۷    | ۷    | بدون آزادی |
| اسواتینی              | ۷    | ۵    | بدون آزادی | ۷    | ۵    | بدون آزادی | ۷    | ۵    | بدون آزادی | ۷    | ۵    | بدون آزادی | ۷    | ۵    | بدون آزادی | ۷    | ۵    | بدون آزادی | ۷    | ۵    | بدون آزادی | ۷    | ۵    | بدون آزادی | ۷    | ۶    | بدون آزادی |
| تانزانیا*             | ۴    | ۳    | نیمه‌آزاد   | ۳    | ۳    | نیمه‌آزاد   | ۳    | ۳    | نیمه‌آزاد   | ۳    | ۳    | نیمه‌آزاد   | ۳    | ۳    | نیمه‌آزاد   | ۳    | ۳    | نیمه‌آزاد   | ۳    | ۴    | نیمه‌آزاد   | ۳    | ۴    | نیمه‌آزاد   | ۴    | ۴    | نیمه‌آزاد   |
| توگو                  | ۵    | ۴    | نیمه‌آزاد   | ۵    | ۴    | نیمه‌آزاد   | ۵    | ۴    | نیمه‌آزاد   | ۵    | ۴    | نیمه‌آزاد   | ۴    | ۴    | نیمه‌آزاد   | ۴    | ۴    | نیمه‌آزاد   | ۴    | ۴    | نیمه‌آزاد   | ۴    | ۴    | نیمه‌آزاد   | ۴    | ۴    | نیمه‌آزاد   |
| اوگاندا               | ۵    | ۴    | نیمه‌آزاد   | ۵    | ۴    | نیمه‌آزاد   | ۵    | ۴    | نیمه‌آزاد   | ۵    | ۴    | نیمه‌آزاد   | ۶    | ۴    | نیمه‌آزاد   | ۶    | ۵    | بدون آزادی | ۶    | ۵    | بدون آزادی | ۶    | ۵    | بدون آزادی | ۶    | ۴    | نیمه‌آزاد   |
| زامبیا                | ۳    | ۴    | نیمه‌آزاد   | ۳    | ۴    | نیمه‌آزاد   | ۳    | ۴    | نیمه‌آزاد   | ۳    | ۴    | نیمه‌آزاد   | ۳    | ۴    | نیمه‌آزاد   | ۳    | ۴    | نیمه‌آزاد   | ۳    | ۴    | نیمه‌آزاد   | ۴    | ۴    | نیمه‌آزاد   | ۴    | ۴    | نیمه‌آزاد   |
| زیمبابوه              | ۶    | ۶    | بدون آزادی | ۶    | ۶    | بدون آزادی | ۶    | ۶    | بدون آزادی | ۶    | ۶    | بدون آزادی | ۵    | ۶    | بدون آزادی | ۵    | ۶    | بدون آزادی | ۵    | ۵    | نیمه‌آزاد   | ۵    | ۵    | نیمه‌آزاد   | ۶    | ۵    | بدون آزادی |

### آمریکا
کلید: * - دموکراسی‌های انتخاباتی (با توضیح فوق‌الذکر), PR - آزادی‌های مدنی، CL - آزادی‌های مدنی، آزاد Status: آزاد، نیمه‌آزاد آزاد، آزادی نیست
|                         | ۲۰۱۰ | ۲۰۱۰ | ۲۰۱۰     | ۲۰۱۱ | ۲۰۱۱ | ۲۰۱۱     | ۲۰۱۲ | ۲۰۱۲ | ۲۰۱۲     | ۲۰۱۳ | ۲۰۱۳ | ۲۰۱۳     | ۲۰۱۴ | ۲۰۱۴ | ۲۰۱۴     | ۲۰۱۵ | ۲۰۱۵ | ۲۰۱۵     | ۲۰۱۶ | ۲۰۱۶ | ۲۰۱۶     | ۲۰۱۷ | ۲۰۱۷ | ۲۰۱۷     | ۲۰۱۸ | ۲۰۱۸ | ۲۰۱۸     |
| Country                 | PR   | CL   | آزاد     | PR   | CL   | آزاد     | PR   | CL   | آزاد     | PR   | CL   | آزاد     | PR   | CL   | آزاد     | PR   | CL   | آزاد     | PR   | CL   | آزاد     | PR   | CL   | آزاد     | PR   | CL   | آزاد     |
| ----------------------- | ---- | ---- | -------- | ---- | ---- | -------- | ---- | ---- | -------- | ---- | ---- | -------- | ---- | ---- | -------- | ---- | ---- | -------- | ---- | ---- | -------- | ---- | ---- | -------- | ---- | ---- | -------- |
| آنتیگوآ و باربودا*      | ۳    | ۲    | آزاد     | ۳    | ۲    | آزاد     | ۳    | ۲    | آزاد     | ۲    | ۲    | آزاد     | ۲    | ۲    | آزاد     | ۲    | ۲    | آزاد     | ۲    | ۲    | آزاد     | ۲    | ۲    | آزاد     | ۲    | ۲    | آزاد     |
| آرژانتین*               | ۲    | ۲    | آزاد     | ۲    | ۲    | آزاد     | ۲    | ۲    | آزاد     | ۲    | ۲    | آزاد     | ۲    | ۲    | آزاد     | ۲    | ۲    | آزاد     | ۲    | ۲    | آزاد     | ۲    | ۲    | آزاد     | ۲    | ۲    | آزاد     |
| باهاما*                 | ۱    | ۱    | آزاد     | ۱    | ۱    | آزاد     | ۱    | ۱    | آزاد     | ۱    | ۱    | آزاد     | ۱    | ۱    | آزاد     | ۱    | ۱    | آزاد     | ۱    | ۱    | آزاد     | ۱    | ۱    | آزاد     | ۱    | ۱    | آزاد     |
| باربادوس*               | ۱    | ۱    | آزاد     | ۱    | ۱    | آزاد     | ۱    | ۱    | آزاد     | ۱    | ۱    | آزاد     | ۱    | ۱    | آزاد     | ۱    | ۱    | آزاد     | ۱    | ۱    | آزاد     | ۱    | ۱    | آزاد     | ۱    | ۱    | آزاد     |
| بلیز*                   | ۱    | ۲    | آزاد     | ۱    | ۲    | آزاد     | ۱    | ۲    | آزاد     | ۱    | ۲    | آزاد     | ۱    | ۲    | آزاد     | ۱    | ۲    | آزاد     | ۱    | ۲    | آزاد     | ۱    | ۲    | آزاد     | ۱    | ۲    | آزاد     |
| بولیوی*                 | ۳    | ۳    | نیمه‌آزاد | ۳    | ۳    | نیمه‌آزاد | ۳    | ۳    | نیمه‌آزاد | ۳    | ۳    | نیمه‌آزاد | ۳    | ۳    | نیمه‌آزاد | ۳    | ۳    | نیمه‌آزاد | ۳    | ۳    | نیمه‌آزاد | ۳    | ۳    | نیمه‌آزاد | ۳    | ۳    | نیمه‌آزاد |
| برزیل*                  | ۲    | ۲    | آزاد     | ۲    | ۲    | آزاد     | ۲    | ۲    | آزاد     | ۲    | ۲    | آزاد     | ۲    | ۲    | آزاد     | ۲    | ۲    | آزاد     | ۲    | ۲    | آزاد     | ۲    | ۲    | آزاد     | ۲    | ۲    | آزاد     |
| کانادا*                 | ۱    | ۱    | آزاد     | ۱    | ۱    | آزاد     | ۱    | ۱    | آزاد     | ۱    | ۱    | آزاد     | ۱    | ۱    | آزاد     | ۱    | ۱    | آزاد     | ۱    | ۱    | آزاد     | ۱    | ۱    | آزاد     | ۱    | ۱    | آزاد     |
| شیلی*                   | ۱    | ۱    | آزاد     | ۱    | ۱    | آزاد     | ۱    | ۱    | آزاد     | ۱    | ۱    | آزاد     | ۱    | ۱    | آزاد     | ۱    | ۱    | آزاد     | ۱    | ۱    | آزاد     | ۱    | ۱    | آزاد     | ۱    | ۱    | آزاد     |
| کلمبیا*                 | ۳    | ۴    | نیمه‌آزاد | ۳    | ۴    | نیمه‌آزاد | ۳    | ۴    | نیمه‌آزاد | ۳    | ۴    | نیمه‌آزاد | ۳    | ۴    | نیمه‌آزاد | ۳    | ۴    | نیمه‌آزاد | ۳    | ۴    | نیمه‌آزاد | ۳    | ۳    | نیمه‌آزاد | ۳    | ۳    | نیمه‌آزاد |
| کاستاریکا*              | ۱    | ۱    | آزاد     | ۱    | ۱    | آزاد     | ۱    | ۱    | آزاد     | ۱    | ۱    | آزاد     | ۱    | ۱    | آزاد     | ۱    | ۱    | آزاد     | ۱    | ۱    | آزاد     | ۱    | ۱    | آزاد     | ۱    | ۱    | آزاد     |
| کوبا                    | ۷    | ۶    | Not      | ۷    | ۶    | Not      | ۷    | ۶    | Not      | ۷    | ۶    | Not      | ۷    | ۶    | Not      | ۷    | ۶    | Not      | ۷    | ۶    | Not      | ۷    | ۶    | Not      | ۷    | ۶    | Not      |
| دومینیکا*               | ۱    | ۱    | آزاد     | ۱    | ۱    | آزاد     | ۱    | ۱    | آزاد     | ۱    | ۱    | آزاد     | ۱    | ۱    | آزاد     | ۱    | ۱    | آزاد     | ۱    | ۱    | آزاد     | ۱    | ۱    | آزاد     | ۱    | ۱    | آزاد     |
| جمهوری دومینیکن*        | ۲    | ۲    | آزاد     | ۲    | ۲    | آزاد     | ۲    | ۲    | آزاد     | ۲    | ۲    | آزاد     | ۲    | ۳    | آزاد     | ۲    | ۳    | آزاد     | ۳    | ۳    | نیمه‌آزاد | ۳    | ۳    | نیمه‌آزاد | ۳    | ۳    | نیمه‌آزاد |
| اکوادور*                | ۳    | ۳    | نیمه‌آزاد | ۳    | ۳    | نیمه‌آزاد | ۳    | ۳    | نیمه‌آزاد | ۳    | ۳    | نیمه‌آزاد | ۳    | ۳    | نیمه‌آزاد | ۳    | ۳    | نیمه‌آزاد | ۳    | ۳    | نیمه‌آزاد | ۳    | ۴    | نیمه‌آزاد | ۳    | ۳    | نیمه‌آزاد |
| السالوادور*             | ۲    | ۳    | آزاد     | ۲    | ۳    | آزاد     | ۲    | ۳    | آزاد     | ۲    | ۳    | آزاد     | ۲    | ۳    | آزاد     | ۲    | ۳    | آزاد     | ۲    | ۳    | آزاد     | ۲    | ۳    | آزاد     | ۲    | ۳    | آزاد     |
| گرنادا*                 | ۱    | ۲    | آزاد     | ۱    | ۲    | آزاد     | ۱    | ۲    | آزاد     | ۱    | ۲    | آزاد     | ۱    | ۲    | آزاد     | ۱    | ۲    | آزاد     | ۱    | ۲    | آزاد     | ۱    | ۲    | آزاد     | ۱    | ۲    | آزاد     |
| گواتمالا*               | ۴    | ۴    | نیمه‌آزاد | ۴    | ۴    | نیمه‌آزاد | ۳    | ۴    | نیمه‌آزاد | ۳    | ۴    | نیمه‌آزاد | ۳    | ۴    | نیمه‌آزاد | ۳    | ۴    | نیمه‌آزاد | ۴    | ۴    | نیمه‌آزاد | ۴    | ۴    | نیمه‌آزاد | ۴    | ۴    | نیمه‌آزاد |
| گویان*                  | ۲    | ۳    | آزاد     | ۲    | ۳    | آزاد     | ۲    | ۳    | آزاد     | ۲    | ۳    | آزاد     | ۲    | ۳    | آزاد     | ۲    | ۳    | آزاد     | ۲    | ۳    | آزاد     | ۲    | ۳    | آزاد     | ۲    | ۳    | آزاد     |
| هائیتی                  | ۴    | ۵    | نیمه‌آزاد | ۴    | ۵    | نیمه‌آزاد | ۴    | ۵    | نیمه‌آزاد | ۴    | ۵    | نیمه‌آزاد | ۴    | ۵    | نیمه‌آزاد | ۵    | ۵    | نیمه‌آزاد | ۵    | ۵    | نیمه‌آزاد | ۵    | ۵    | نیمه‌آزاد | ۵    | ۵    | نیمه‌آزاد |
| هندوراس                 | ۴    | ۴    | نیمه‌آزاد | ۴    | ۴    | نیمه‌آزاد | ۴    | ۴    | نیمه‌آزاد | ۴    | ۴    | نیمه‌آزاد | ۴    | ۴    | نیمه‌آزاد | ۴    | ۴    | نیمه‌آزاد | ۴    | ۴    | نیمه‌آزاد | ۴    | ۴    | نیمه‌آزاد | ۴    | ۴    | نیمه‌آزاد |
| جامائیکا*               | ۲    | ۳    | آزاد     | ۲    | ۳    | آزاد     | ۲    | ۳    | آزاد     | ۲    | ۳    | آزاد     | ۲    | ۳    | آزاد     | ۲    | ۳    | آزاد     | ۲    | ۳    | آزاد     | ۲    | ۳    | آزاد     | ۲    | ۳    | آزاد     |
| مکزیک*                  | ۲    | ۳    | آزاد     | ۳    | ۳    | نیمه‌آزاد | ۳    | ۳    | نیمه‌آزاد | ۳    | ۳    | نیمه‌آزاد | ۳    | ۳    | نیمه‌آزاد | ۳    | ۳    | نیمه‌آزاد | ۳    | ۳    | نیمه‌آزاد | ۳    | ۳    | نیمه‌آزاد | ۳    | ۳    | نیمه‌آزاد |
| نیکاراگوئه              | ۴    | ۴    | نیمه‌آزاد | ۴    | ۴    | نیمه‌آزاد | ۵    | ۴    | نیمه‌آزاد | ۵    | ۴    | نیمه‌آزاد | ۴    | ۳    | نیمه‌آزاد | ۴    | ۳    | نیمه‌آزاد | ۴    | ۳    | نیمه‌آزاد | ۵    | ۴    | نیمه‌آزاد | ۵    | ۴    | نیمه‌آزاد |
| پاناما*                 | ۱    | ۲    | آزاد     | ۱    | ۲    | آزاد     | ۱    | ۲    | آزاد     | ۱    | ۲    | آزاد     | ۲    | ۲    | آزاد     | ۲    | ۲    | آزاد     | ۲    | ۲    | آزاد     | ۲    | ۲    | آزاد     | ۲    | ۲    | آزاد     |
| پاراگوئه*               | ۳    | ۳    | نیمه‌آزاد | ۳    | ۳    | نیمه‌آزاد | ۳    | ۳    | نیمه‌آزاد | ۳    | ۳    | نیمه‌آزاد | ۳    | ۳    | نیمه‌آزاد | ۳    | ۳    | نیمه‌آزاد | ۳    | ۳    | نیمه‌آزاد | ۳    | ۳    | نیمه‌آزاد | ۳    | ۳    | نیمه‌آزاد |
| پرو*                    | ۲    | ۳    | آزاد     | ۲    | ۳    | آزاد     | ۲    | ۳    | آزاد     | ۲    | ۳    | آزاد     | ۲    | ۳    | آزاد     | ۲    | ۳    | آزاد     | ۲    | ۳    | آزاد     | ۲    | ۳    | آزاد     | ۲    | ۳    | آزاد     |
| سنت کیتس و نویس*        | ۱    | ۱    | آزاد     | ۱    | ۱    | آزاد     | ۱    | ۱    | آزاد     | ۱    | ۱    | آزاد     | ۱    | ۱    | آزاد     | ۱    | ۱    | آزاد     | ۲    | ۱    | آزاد     | ۱    | ۱    | آزاد     | ۱    | ۱    | آزاد     |
| سنت لوسیا*              | ۱    | ۱    | آزاد     | ۱    | ۱    | آزاد     | ۱    | ۱    | آزاد     | ۱    | ۱    | آزاد     | ۱    | ۱    | آزاد     | ۱    | ۱    | آزاد     | ۱    | ۱    | آزاد     | ۱    | ۱    | آزاد     | ۱    | ۱    | آزاد     |
| سنت وینسنت و گرنادین‌ها* | ۲    | ۱    | آزاد     | ۱    | ۱    | آزاد     | ۱    | ۱    | آزاد     | ۱    | ۱    | آزاد     | ۱    | ۱    | آزاد     | ۱    | ۱    | آزاد     | ۱    | ۱    | آزاد     | ۱    | ۱    | آزاد     | ۱    | ۱    | آزاد     |
| سورینام*                | ۲    | ۲    | آزاد     | ۲    | ۲    | آزاد     | ۲    | ۲    | آزاد     | ۲    | ۲    | آزاد     | ۲    | ۲    | آزاد     | ۲    | ۲    | آزاد     | ۲    | ۳    | آزاد     | ۲    | ۳    | آزاد     | ۲    | ۲    | آزاد     |
| ترینیداد و توباگو*      | ۲    | ۲    | آزاد     | ۲    | ۲    | آزاد     | ۲    | ۲    | آزاد     | ۲    | ۲    | آزاد     | ۲    | ۲    | آزاد     | ۲    | ۲    | آزاد     | ۲    | ۲    | آزاد     | ۲    | ۲    | آزاد     | ۲    | ۲    | آزاد     |
| ایالات متحده آمریکا*    | ۱    | ۱    | آزاد     | ۱    | ۱    | آزاد     | ۱    | ۱    | آزاد     | ۱    | ۱    | آزاد     | ۱    | ۱    | آزاد     | ۱    | ۱    | آزاد     | ۱    | ۱    | آزاد     | ۱    | ۱    | آزاد     | ۲    | ۱    | آزاد     |
| اروگوئه*                | ۱    | ۱    | آزاد     | ۱    | ۱    | آزاد     | ۱    | ۱    | آزاد     | ۱    | ۱    | آزاد     | ۱    | ۱    | آزاد     | ۱    | ۱    | آزاد     | ۱    | ۱    | آزاد     | ۱    | ۱    | آزاد     | ۱    | ۱    | آزاد     |
| ونزوئلا                 | ۵    | ۴    | نیمه‌آزاد | ۵    | ۵    | نیمه‌آزاد | ۵    | ۵    | نیمه‌آزاد | ۵    | ۵    | نیمه‌آزاد | ۵    | ۵    | نیمه‌آزاد | ۵    | ۵    | نیمه‌آزاد | ۵    | ۵    | نیمه‌آزاد | ۶    | ۵    | Not      | ۶    | ۵    | Not      |

### آسیا-اقیانوسیه
کلید: * - انتخابات دموکراتیک (مثل توضیح بالا), PR - حقوق سیاسی، CL - آزادی‌های مدنی، آزاد وضعیت: آزاد، نیمه‌آزاد آزاد، آزادی نیست آزاد
|                | ۲۰۱۰ | ۲۰۱۰ | ۲۰۱۰       | ۲۰۱۱ | ۲۰۱۱ | ۲۰۱۱       | ۲۰۱۲ | ۲۰۱۲ | ۲۰۱۲       | ۲۰۱۳ | ۲۰۱۳ | ۲۰۱۳       | ۲۰۱۴ | ۲۰۱۴ | ۲۰۱۴       | ۲۰۱۵ | ۲۰۱۵ | ۲۰۱۵       | ۲۰۱۶ | ۲۰۱۶ | ۲۰۱۶       | ۲۰۱۷ | ۲۰۱۷ | ۲۰۱۷       | ۲۰۱۸ | ۲۰۱۸ | ۲۰۱۸       |
| Country        | PR   | CL   | آزاد       | PR   | CL   | آزاد       | PR   | CL   | آزاد       | PR   | CL   | آزاد       | PR   | CL   | آزاد       | PR   | CL   | آزاد       | PR   | CL   | آزاد       | PR   | CL   | آزاد       | PR   | CL   | آزاد       |
| -------------- | ---- | ---- | ---------- | ---- | ---- | ---------- | ---- | ---- | ---------- | ---- | ---- | ---------- | ---- | ---- | ---------- | ---- | ---- | ---------- | ---- | ---- | ---------- | ---- | ---- | ---------- | ---- | ---- | ---------- |
| افغانستان      | ۶    | ۶    | آزادی نیست | ۶    | ۶    | آزادی نیست | ۶    | ۶    | آزادی نیست | ۶    | ۶    | آزادی نیست | ۶    | ۶    | آزادی نیست | ۶    | ۶    | آزادی نیست | ۶    | ۶    | آزادی نیست | ۶    | ۶    | آزادی نیست | ۵    | ۶    | آزادی نیست |
| استرالیا*      | ۱    | ۱    | آزاد       | ۱    | ۱    | آزاد       | ۱    | ۱    | آزاد       | ۱    | ۱    | آزاد       | ۱    | ۱    | آزاد       | ۱    | ۱    | آزاد       | ۱    | ۱    | آزاد       | ۱    | ۱    | آزاد       | ۱    | ۱    | آزاد       |
| بنگلادش*       | ۳    | ۴    | نیمه‌آزاد   | ۳    | ۴    | نیمه‌آزاد   | ۳    | ۴    | نیمه‌آزاد   | ۳    | ۴    | نیمه‌آزاد   | ۳    | ۴    | نیمه‌آزاد   | ۴    | ۴    | نیمه‌آزاد   | ۴    | ۴    | نیمه‌آزاد   | ۴    | ۴    | نیمه‌آزاد   | ۴    | ۴    | نیمه‌آزاد   |
| بوتان (کشور)*  | ۴    | ۵    | نیمه‌آزاد   | ۴    | ۵    | نیمه‌آزاد   | ۴    | ۵    | نیمه‌آزاد   | ۴    | ۵    | نیمه‌آزاد   | ۳    | ۴    | نیمه‌آزاد   | ۳    | ۴    | نیمه‌آزاد   | ۳    | ۴    | نیمه‌آزاد   | ۳    | ۴    | نیمه‌آزاد   | ۳    | ۴    | نیمه‌آزاد   |
| برونئی         | ۶    | ۵    | آزادی نیست | ۶    | ۵    | آزادی نیست | ۶    | ۵    | آزادی نیست | ۶    | ۵    | آزادی نیست | ۶    | ۵    | آزادی نیست | ۶    | ۵    | آزادی نیست | ۶    | ۵    | آزادی نیست | ۶    | ۵    | آزادی نیست | ۶    | ۵    | آزادی نیست |
| کامبوج         | ۶    | ۵    | آزادی نیست | ۶    | ۵    | آزادی نیست | ۶    | ۵    | آزادی نیست | ۶    | ۵    | آزادی نیست | ۶    | ۵    | آزادی نیست | ۶    | ۵    | آزادی نیست | ۶    | ۵    | آزادی نیست | ۶    | ۵    | آزادی نیست | ۶    | ۵    | آزادی نیست |
| چین            | ۷    | ۶    | آزادی نیست | ۷    | ۶    | آزادی نیست | ۷    | ۶    | آزادی نیست | ۷    | ۶    | آزادی نیست | ۷    | ۶    | آزادی نیست | ۷    | ۶    | آزادی نیست | ۷    | ۶    | آزادی نیست | ۷    | ۶    | آزادی نیست | ۷    | ۶    | آزادی نیست |
| تیمور شرقی*    | ۳    | ۴    | نیمه‌آزاد   | ۳    | ۴    | نیمه‌آزاد   | ۳    | ۴    | نیمه‌آزاد   | ۳    | ۴    | نیمه‌آزاد   | ۳    | ۴    | نیمه‌آزاد   | ۳    | ۳    | نیمه‌آزاد   | ۳    | ۳    | نیمه‌آزاد   | ۳    | ۳    | نیمه‌آزاد   | ۲    | ۳    | آزاد       |
| فیجی*          | ۶    | ۴    | نیمه‌آزاد   | ۶    | ۴    | نیمه‌آزاد   | ۶    | ۴    | نیمه‌آزاد   | ۶    | ۴    | نیمه‌آزاد   | ۶    | ۴    | نیمه‌آزاد   | ۳    | ۴    | نیمه‌آزاد   | ۳    | ۳    | نیمه‌آزاد   | ۳    | ۴    | نیمه‌آزاد   | ۳    | ۳    | نیمه‌آزاد   |
| هند*           | ۲    | ۳    | آزاد       | ۲    | ۳    | آزاد       | ۲    | ۳    | آزاد       | ۲    | ۳    | آزاد       | ۲    | ۳    | آزاد       | ۲    | ۳    | آزاد       | ۲    | ۳    | آزاد       | ۲    | ۳    | آزاد       | ۲    | ۳    | آزاد       |
| اندونزی*       | ۲    | ۳    | آزاد       | ۲    | ۳    | آزاد       | ۲    | ۳    | آزاد       | ۲    | ۳    | آزاد       | ۲    | ۴    | نیمه‌آزاد   | ۲    | ۴    | نیمه‌آزاد   | ۲    | ۴    | نیمه‌آزاد   | ۲    | ۴    | نیمه‌آزاد   | ۲    | ۴    | نیمه‌آزاد   |
| ژاپن*          | ۱    | ۲    | آزاد       | ۱    | ۲    | آزاد       | ۱    | ۲    | آزاد       | ۱    | ۲    | آزاد       | ۱    | ۱    | آزاد       | ۱    | ۱    | آزاد       | ۱    | ۱    | آزاد       | ۱    | ۱    | آزاد       | ۱    | ۱    | آزاد       |
| کیریباتی*      | ۱    | ۱    | آزاد       | ۱    | ۱    | آزاد       | ۱    | ۱    | آزاد       | ۱    | ۱    | آزاد       | ۱    | ۱    | آزاد       | ۱    | ۱    | آزاد       | ۱    | ۱    | آزاد       | ۱    | ۱    | آزاد       | ۱    | ۱    | آزاد       |
| کره شمالی      | ۷    | ۷    | آزادی نیست | ۷    | ۷    | آزادی نیست | ۷    | ۷    | آزادی نیست | ۷    | ۷    | آزادی نیست | ۷    | ۷    | آزادی نیست | ۷    | ۷    | آزادی نیست | ۷    | ۷    | آزادی نیست | ۷    | ۷    | آزادی نیست | ۷    | ۷    | آزادی نیست |
| کره جنوبی*     | ۱    | ۲    | آزاد       | ۱    | ۲    | آزاد       | ۱    | ۲    | آزاد       | ۱    | ۲    | آزاد       | ۲    | ۲    | آزاد       | ۲    | ۲    | آزاد       | ۲    | ۲    | آزاد       | ۲    | ۲    | آزاد       | ۲    | ۲    | آزاد       |
| لائوس          | ۷    | ۶    | آزادی نیست | ۷    | ۶    | آزادی نیست | ۷    | ۶    | آزادی نیست | ۷    | ۶    | آزادی نیست | ۷    | ۶    | آزادی نیست | ۷    | ۶    | آزادی نیست | ۷    | ۶    | آزادی نیست | ۷    | ۶    | آزادی نیست | ۷    | ۶    | آزادی نیست |
| مالزی          | ۴    | ۴    | نیمه‌آزاد   | ۴    | ۴    | نیمه‌آزاد   | ۴    | ۴    | نیمه‌آزاد   | ۴    | ۴    | نیمه‌آزاد   | ۴    | ۴    | نیمه‌آزاد   | ۴    | ۴    | نیمه‌آزاد   | ۴    | ۴    | نیمه‌آزاد   | ۴    | ۴    | نیمه‌آزاد   | ۴    | ۴    | نیمه‌آزاد   |
| مالدیو         | ۳    | ۴    | نیمه‌آزاد   | ۳    | ۴    | نیمه‌آزاد   | ۳    | ۴    | نیمه‌آزاد   | ۵    | ۴    | نیمه‌آزاد   | ۴    | ۴    | نیمه‌آزاد   | ۴    | ۴    | نیمه‌آزاد   | ۴    | ۵    | نیمه‌آزاد   | ۵    | ۵    | نیمه‌آزاد   | ۵    | ۵    | نیمه‌آزاد   |
| جزایر مارشال*  | ۱    | ۱    | آزاد       | ۱    | ۱    | آزاد       | ۱    | ۱    | آزاد       | ۱    | ۱    | آزاد       | ۱    | ۱    | آزاد       | ۱    | ۱    | آزاد       | ۱    | ۱    | آزاد       | ۱    | ۱    | آزاد       | ۱    | ۱    | آزاد       |
| Micronesia*    | ۱    | ۱    | آزاد       | ۱    | ۱    | آزاد       | ۱    | ۱    | آزاد       | ۱    | ۱    | آزاد       | ۱    | ۱    | آزاد       | ۱    | ۱    | آزاد       | ۱    | ۱    | آزاد       | ۱    | ۱    | آزاد       | ۱    | ۱    | آزاد       |
| مغولستان*      | ۲    | ۲    | آزاد       | ۲    | ۲    | آزاد       | ۲    | ۲    | آزاد       | ۱    | ۲    | آزاد       | ۱    | ۲    | آزاد       | ۱    | ۲    | آزاد       | ۱    | ۲    | آزاد       | ۱    | ۲    | آزاد       | ۱    | ۲    | آزاد       |
| میانمار        | ۷    | ۷    | آزادی نیست | ۷    | ۷    | آزادی نیست | ۷    | ۶    | آزادی نیست | ۶    | ۵    | آزادی نیست | ۶    | ۵    | آزادی نیست | ۶    | ۶    | آزادی نیست | ۶    | ۵    | آزادی نیست | ۵    | ۵    | نیمه‌آزاد   | ۵    | ۵    | نیمه‌آزاد   |
| نائورو*        | ۱    | ۱    | آزاد       | ۱    | ۱    | آزاد       | ۱    | ۱    | آزاد       | ۱    | ۱    | آزاد       | ۱    | ۱    | آزاد       | ۱    | ۲    | آزاد       | ۲    | ۲    | آزاد       | ۲    | ۲    | آزاد       | ۲    | ۲    | آزاد       |
| نپال*          | ۴    | ۴    | نیمه‌آزاد   | ۴    | ۴    | نیمه‌آزاد   | ۴    | ۴    | نیمه‌آزاد   | ۴    | ۴    | نیمه‌آزاد   | ۴    | ۴    | نیمه‌آزاد   | ۳    | ۴    | نیمه‌آزاد   | ۳    | ۴    | نیمه‌آزاد   | ۳    | ۴    | نیمه‌آزاد   | ۳    | ۴    | نیمه‌آزاد   |
| نیوزیلند*      | ۱    | ۱    | آزاد       | ۱    | ۱    | آزاد       | ۱    | ۱    | آزاد       | ۱    | ۱    | آزاد       | ۱    | ۱    | آزاد       | ۱    | ۱    | آزاد       | ۱    | ۱    | آزاد       | ۱    | ۱    | آزاد       | ۱    | ۱    | آزاد       |
| پاکستان*       | ۴    | ۵    | نیمه‌آزاد   | ۴    | ۵    | نیمه‌آزاد   | ۴    | ۵    | نیمه‌آزاد   | ۴    | ۵    | نیمه‌آزاد   | ۴    | ۵    | نیمه‌آزاد   | ۴    | ۵    | نیمه‌آزاد   | ۴    | ۵    | نیمه‌آزاد   | ۴    | ۵    | نیمه‌آزاد   | ۴    | ۵    | نیمه‌آزاد   |
| پالائو*        | ۱    | ۱    | آزاد       | ۱    | ۱    | آزاد       | ۱    | ۱    | آزاد       | ۱    | ۱    | آزاد       | ۱    | ۱    | آزاد       | ۱    | ۱    | آزاد       | ۱    | ۱    | آزاد       | ۱    | ۱    | آزاد       | ۱    | ۱    | آزاد       |
| پاپوآ گینه نو* | ۴    | ۳    | نیمه‌آزاد   | ۴    | ۳    | نیمه‌آزاد   | ۴    | ۳    | نیمه‌آزاد   | ۴    | ۳    | نیمه‌آزاد   | ۳    | ۳    | نیمه‌آزاد   | ۴    | ۳    | نیمه‌آزاد   | ۴    | ۳    | نیمه‌آزاد   | ۳    | ۳    | نیمه‌آزاد   | ۳    | ۳    | نیمه‌آزاد   |
| فیلیپین*       | ۴    | ۳    | نیمه‌آزاد   | ۳    | ۳    | نیمه‌آزاد   | ۳    | ۳    | نیمه‌آزاد   | ۳    | ۳    | نیمه‌آزاد   | ۳    | ۳    | نیمه‌آزاد   | ۳    | ۳    | نیمه‌آزاد   | ۳    | ۳    | نیمه‌آزاد   | ۳    | ۳    | نیمه‌آزاد   | ۳    | ۳    | نیمه‌آزاد   |
| ساموآ*         | ۲    | ۲    | آزاد       | ۲    | ۲    | آزاد       | ۲    | ۲    | آزاد       | ۲    | ۲    | آزاد       | ۲    | ۲    | آزاد       | ۲    | ۲    | آزاد       | ۲    | ۲    | آزاد       | ۲    | ۲    | آزاد       | ۲    | ۲    | آزاد       |
| سنگاپور        | ۵    | ۴    | نیمه‌آزاد   | ۵    | ۴    | نیمه‌آزاد   | ۴    | ۴    | نیمه‌آزاد   | ۴    | ۴    | نیمه‌آزاد   | ۴    | ۴    | نیمه‌آزاد   | ۴    | ۴    | نیمه‌آزاد   | ۴    | ۴    | نیمه‌آزاد   | ۴    | ۴    | نیمه‌آزاد   | ۴    | ۴    | نیمه‌آزاد   |
| جزایر سلیمان*  | ۴    | ۳    | نیمه‌آزاد   | ۴    | ۳    | نیمه‌آزاد   | ۴    | ۳    | نیمه‌آزاد   | ۴    | ۳    | نیمه‌آزاد   | ۴    | ۳    | نیمه‌آزاد   | ۳    | ۳    | نیمه‌آزاد   | ۳    | ۳    | نیمه‌آزاد   | ۳    | ۲    | آزاد       | ۳    | ۲    | آزاد       |
| سری‌لانکا*      | ۴    | ۴    | نیمه‌آزاد   | ۵    | ۴    | نیمه‌آزاد   | ۵    | ۴    | نیمه‌آزاد   | ۵    | ۴    | نیمه‌آزاد   | ۵    | ۴    | نیمه‌آزاد   | ۵    | ۵    | نیمه‌آزاد   | ۴    | ۴    | نیمه‌آزاد   | ۳    | ۴    | نیمه‌آزاد   | ۳    | ۴    | نیمه‌آزاد   |
| تایوان*        | ۱    | ۲    | آزاد       | ۱    | ۲    | آزاد       | ۱    | ۲    | آزاد       | ۱    | ۲    | آزاد       | ۱    | ۲    | آزاد       | ۱    | ۲    | آزاد       | ۱    | ۲    | آزاد       | ۱    | ۱    | آزاد       | ۱    | ۱    | آزاد       |
| تایلند         | ۵    | ۴    | نیمه‌آزاد   | ۵    | ۴    | نیمه‌آزاد   | ۴    | ۴    | نیمه‌آزاد   | ۴    | ۴    | نیمه‌آزاد   | ۴    | ۴    | نیمه‌آزاد   | ۶    | ۵    | آزادی نیست | ۶    | ۵    | آزادی نیست | ۶    | ۵    | آزادی نیست | ۶    | ۵    | آزادی نیست |
| تونگا*         | ۵    | ۳    | نیمه‌آزاد   | ۳    | ۳    | نیمه‌آزاد   | ۳    | ۳    | نیمه‌آزاد   | ۳    | ۲    | آزاد       | ۲    | ۲    | آزاد       | ۲    | ۲    | آزاد       | ۲    | ۲    | آزاد       | ۲    | ۲    | آزاد       | ۲    | ۲    | آزاد       |
| تووالو*        | ۱    | ۱    | آزاد       | ۱    | ۱    | آزاد       | ۱    | ۱    | آزاد       | ۱    | ۱    | آزاد       | ۱    | ۱    | آزاد       | ۱    | ۱    | آزاد       | ۱    | ۱    | آزاد       | ۱    | ۱    | آزاد       | ۱    | ۱    | آزاد       |
| وانواتو*       | ۲    | ۲    | آزاد       | ۲    | ۲    | آزاد       | ۲    | ۲    | آزاد       | ۲    | ۲    | آزاد       | ۲    | ۲    | آزاد       | ۲    | ۲    | آزاد       | ۲    | ۲    | آزاد       | ۲    | ۲    | آزاد       | ۲    | ۲    | آزاد       |
| ویتنام         | ۷    | ۵    | آزادی نیست | ۷    | ۵    | آزادی نیست | ۷    | ۵    | آزادی نیست | ۷    | ۵    | آزادی نیست | ۷    | ۵    | آزادی نیست | ۷    | ۵    | آزادی نیست | ۷    | ۵    | آزادی نیست | ۷    | ۵    | آزادی نیست | ۷    | ۵    | آزادی نیست |

### اروپا-آسیا
کلید: * - انتخابات دموکراتیک (مطابق شرح بالا), PR - حقوق مدنی، CL - آزادی مدنی، آزادی وضعیت: آزادی، نیمه‌آزاد آزادی، آزادی نیست آزادی
|                  | ۲۰۱۰ | ۲۰۱۰ | ۲۰۱۰       | ۲۰۱۱ | ۲۰۱۱ | ۲۰۱۱       | ۲۰۱۲ | ۲۰۱۲ | ۲۰۱۲       | ۲۰۱۳ | ۲۰۱۳ | ۲۰۱۳       | ۲۰۱۴ | ۲۰۱۴ | ۲۰۱۴       | ۲۰۱۵ | ۲۰۱۵ | ۲۰۱۵       | ۲۰۱۶ | ۲۰۱۶ | ۲۰۱۶       | ۲۰۱۷ | ۲۰۱۷ | ۲۰۱۷       | ۲۰۱۸ | ۲۰۱۸ | ۲۰۱۸       |
| Country          | PR   | CL   | آزادی      | PR   | CL   | آزادی      | PR   | CL   | آزادی      | PR   | CL   | آزادی      | PR   | CL   | آزادی      | PR   | CL   | آزادی      | PR   | CL   | آزادی      | PR   | CL   | آزادی      | PR   | CL   | آزادی      |
| ---------------- | ---- | ---- | ---------- | ---- | ---- | ---------- | ---- | ---- | ---------- | ---- | ---- | ---------- | ---- | ---- | ---------- | ---- | ---- | ---------- | ---- | ---- | ---------- | ---- | ---- | ---------- | ---- | ---- | ---------- |
| ارمنستان         | ۶    | ۴    | نیمه‌آزاد   | ۶    | ۴    | نیمه‌آزاد   | ۶    | ۴    | نیمه‌آزاد   | ۵    | ۴    | نیمه‌آزاد   | ۵    | ۴    | نیمه‌آزاد   | ۵    | ۴    | نیمه‌آزاد   | ۵    | ۴    | نیمه‌آزاد   | ۵    | ۴    | نیمه‌آزاد   | ۵    | ۴    | نیمه‌آزاد   |
| جمهوری آذربایجان | ۶    | ۵    | آزادی نیست | ۶    | ۵    | آزادی نیست | ۶    | ۵    | آزادی نیست | ۶    | ۵    | آزادی نیست | ۶    | ۶    | آزادی نیست | ۶    | ۶    | آزادی نیست | ۷    | ۶    | آزادی نیست | ۷    | ۶    | آزادی نیست | ۷    | ۶    | آزادی نیست |
| بلاروس           | ۷    | ۶    | آزادی نیست | ۷    | ۶    | آزادی نیست | ۷    | ۶    | آزادی نیست | ۷    | ۶    | آزادی نیست | ۷    | ۶    | آزادی نیست | ۷    | ۶    | آزادی نیست | ۷    | ۶    | آزادی نیست | ۷    | ۶    | آزادی نیست | ۶    | ۶    | آزادی نیست |
| گرجستان*         | ۴    | ۴    | نیمه‌آزاد   | ۴    | ۳    | نیمه‌آزاد   | ۴    | ۳    | نیمه‌آزاد   | ۳    | ۳    | نیمه‌آزاد   | ۳    | ۳    | نیمه‌آزاد   | ۳    | ۳    | نیمه‌آزاد   | ۳    | ۳    | نیمه‌آزاد   | ۳    | ۳    | نیمه‌آزاد   | ۳    | ۳    | نیمه‌آزاد   |
| قزاقستان         | ۶    | ۵    | آزادی نیست | ۶    | ۵    | آزادی نیست | ۶    | ۵    | آزادی نیست | ۶    | ۵    | آزادی نیست | ۶    | ۵    | آزادی نیست | ۶    | ۵    | آزادی نیست | ۶    | ۵    | آزادی نیست | ۷    | ۵    | آزادی نیست | ۷    | ۵    | آزادی نیست |
| قرقیزستان        | ۶    | ۵    | آزادی نیست | ۵    | ۵    | نیمه‌آزاد   | ۵    | ۵    | نیمه‌آزاد   | ۵    | ۵    | نیمه‌آزاد   | ۵    | ۵    | نیمه‌آزاد   | ۵    | ۵    | نیمه‌آزاد   | ۵    | ۵    | نیمه‌آزاد   | ۵    | ۵    | نیمه‌آزاد   | ۵    | ۵    | نیمه‌آزاد   |
| مولدووا*         | ۳    | ۴    | نیمه‌آزاد   | ۳    | ۳    | نیمه‌آزاد   | ۳    | ۳    | نیمه‌آزاد   | ۳    | ۳    | نیمه‌آزاد   | ۳    | ۳    | نیمه‌آزاد   | ۳    | ۳    | نیمه‌آزاد   | ۳    | ۳    | نیمه‌آزاد   | ۳    | ۳    | نیمه‌آزاد   | ۳    | ۳    | نیمه‌آزاد   |
| روسیه            | ۶    | ۵    | آزادی نیست | ۶    | ۵    | آزادی نیست | ۶    | ۵    | آزادی نیست | ۶    | ۵    | آزادی نیست | ۶    | ۵    | آزادی نیست | ۶    | ۶    | آزادی نیست | ۶    | ۶    | آزادی نیست | ۷    | ۶    | آزادی نیست | ۷    | ۶    | آزادی نیست |
| تاجیکستان        | ۶    | ۵    | آزادی نیست | ۶    | ۵    | آزادی نیست | ۶    | ۵    | آزادی نیست | ۶    | ۶    | آزادی نیست | ۶    | ۶    | آزادی نیست | ۶    | ۶    | آزادی نیست | ۷    | ۶    | آزادی نیست | ۷    | ۶    | آزادی نیست | ۷    | ۶    | آزادی نیست |
| ترکمنستان        | ۷    | ۷    | آزادی نیست | ۷    | ۷    | آزادی نیست | ۷    | ۷    | آزادی نیست | ۷    | ۷    | آزادی نیست | ۷    | ۷    | آزادی نیست | ۷    | ۷    | آزادی نیست | ۷    | ۷    | آزادی نیست | ۷    | ۷    | آزادی نیست | ۷    | ۷    | آزادی نیست |
| اوکراین*         | ۳    | ۲    | آزادی      | ۳    | ۳    | نیمه‌آزاد   | ۴    | ۳    | نیمه‌آزاد   | ۴    | ۳    | نیمه‌آزاد   | ۴    | ۳    | نیمه‌آزاد   | ۳    | ۳    | نیمه‌آزاد   | ۳    | ۳    | نیمه‌آزاد   | ۳    | ۳    | نیمه‌آزاد   | ۳    | ۳    | نیمه‌آزاد   |
| ازبکستان         | ۷    | ۷    | آزادی نیست | ۷    | ۷    | آزادی نیست | ۷    | ۷    | آزادی نیست | ۷    | ۷    | آزادی نیست | ۷    | ۷    | آزادی نیست | ۷    | ۷    | آزادی نیست | ۷    | ۷    | آزادی نیست | ۷    | ۷    | آزادی نیست | ۷    | ۷    | آزادی نیست |

### اروپا
کلید: * - انتخابات دموکراتیک (مطابق شرح بالا), PR - حقوق سیاسی، CL - آزادی‌های مدنی، آزاد Status: آزاد، نیمه آزاد آزاد، آزادی نیست
|                  | ۲۰۱۰ | ۲۰۱۰ | ۲۰۱۰      | ۲۰۱۱ | ۲۰۱۱ | ۲۰۱۱      | ۲۰۱۲ | ۲۰۱۲ | ۲۰۱۲      | ۲۰۱۳ | ۲۰۱۳ | ۲۰۱۳      | ۲۰۱۴ | ۲۰۱۴ | ۲۰۱۴      | ۲۰۱۵ | ۲۰۱۵ | ۲۰۱۵      | ۲۰۱۶ | ۲۰۱۶ | ۲۰۱۶      | ۲۰۱۷ | ۲۰۱۷ | ۲۰۱۷      | ۲۰۱۸ | ۲۰۱۸ | ۲۰۱۸      |
| Country          | PR   | CL   | آزاد      | PR   | CL   | آزاد      | PR   | CL   | آزاد      | PR   | CL   | آزاد      | PR   | CL   | آزاد      | PR   | CL   | آزاد      | PR   | CL   | آزاد      | PR   | CL   | آزاد      | PR   | CL   | آزاد      |
| ---------------- | ---- | ---- | --------- | ---- | ---- | --------- | ---- | ---- | --------- | ---- | ---- | --------- | ---- | ---- | --------- | ---- | ---- | --------- | ---- | ---- | --------- | ---- | ---- | --------- | ---- | ---- | --------- |
| آلبانی*          | ۳    | ۳    | نیمه آزاد | ۳    | ۳    | نیمه آزاد | ۳    | ۳    | نیمه آزاد | ۳    | ۳    | نیمه آزاد | ۳    | ۳    | نیمه آزاد | ۳    | ۳    | نیمه آزاد | ۳    | ۳    | نیمه آزاد | ۳    | ۳    | نیمه آزاد | ۳    | ۳    | نیمه آزاد |
| آندورا*          | ۱    | ۱    | آزاد      | ۱    | ۱    | آزاد      | ۱    | ۱    | آزاد      | ۱    | ۱    | آزاد      | ۱    | ۱    | آزاد      | ۱    | ۱    | آزاد      | ۱    | ۱    | آزاد      | ۱    | ۱    | آزاد      | ۱    | ۱    | آزاد      |
| اتریش*           | ۱    | ۱    | آزاد      | ۱    | ۱    | آزاد      | ۱    | ۱    | آزاد      | ۱    | ۱    | آزاد      | ۱    | ۱    | آزاد      | ۱    | ۱    | آزاد      | ۱    | ۱    | آزاد      | ۱    | ۱    | آزاد      | ۱    | ۱    | آزاد      |
| بلژیک*           | ۱    | ۱    | آزاد      | ۱    | ۱    | آزاد      | ۱    | ۱    | آزاد      | ۱    | ۱    | آزاد      | ۱    | ۱    | آزاد      | ۱    | ۱    | آزاد      | ۱    | ۱    | آزاد      | ۱    | ۱    | آزاد      | ۱    | ۱    | آزاد      |
| بوسنی و هرزگوین* | ۴    | ۳    | نیمه آزاد | ۴    | ۳    | نیمه آزاد | ۴    | ۳    | نیمه آزاد | ۳    | ۳    | نیمه آزاد | ۳    | ۳    | نیمه آزاد | ۴    | ۳    | نیمه آزاد | ۴    | ۳    | نیمه آزاد | ۴    | ۴    | نیمه آزاد | ۴    | ۴    | نیمه آزاد |
| بلغارستان*       | ۲    | ۲    | آزاد      | ۲    | ۲    | آزاد      | ۲    | ۲    | آزاد      | ۲    | ۲    | آزاد      | ۲    | ۲    | آزاد      | ۲    | ۲    | آزاد      | ۲    | ۲    | آزاد      | ۲    | ۲    | آزاد      | ۲    | ۲    | آزاد      |
| کرواسی*          | ۱    | ۲    | آزاد      | ۱    | ۲    | آزاد      | ۱    | ۲    | آزاد      | ۱    | ۲    | آزاد      | ۱    | ۲    | آزاد      | ۱    | ۲    | آزاد      | ۱    | ۲    | آزاد      | ۱    | ۲    | آزاد      | ۱    | ۲    | آزاد      |
| قبرس*            | ۱    | ۱    | آزاد      | ۱    | ۱    | آزاد      | ۱    | ۱    | آزاد      | ۱    | ۱    | آزاد      | ۱    | ۱    | آزاد      | ۱    | ۱    | آزاد      | ۱    | ۱    | آزاد      | ۱    | ۱    | آزاد      | ۱    | ۱    | آزاد      |
| جمهوری چک*       | ۱    | ۱    | آزاد      | ۱    | ۱    | آزاد      | ۱    | ۱    | آزاد      | ۱    | ۱    | آزاد      | ۱    | ۱    | آزاد      | ۱    | ۱    | آزاد      | ۱    | ۱    | آزاد      | ۱    | ۱    | آزاد      | ۱    | ۱    | آزاد      |
| دانمارک*         | ۱    | ۱    | آزاد      | ۱    | ۱    | آزاد      | ۱    | ۱    | آزاد      | ۱    | ۱    | آزاد      | ۱    | ۱    | آزاد      | ۱    | ۱    | آزاد      | ۱    | ۱    | آزاد      | ۱    | ۱    | آزاد      | ۱    | ۱    | آزاد      |
| استونی*          | ۱    | ۱    | آزاد      | ۱    | ۱    | آزاد      | ۱    | ۱    | آزاد      | ۱    | ۱    | آزاد      | ۱    | ۱    | آزاد      | ۱    | ۱    | آزاد      | ۱    | ۱    | آزاد      | ۱    | ۱    | آزاد      | ۱    | ۱    | آزاد      |
| فنلاند*          | ۱    | ۱    | آزاد      | ۱    | ۱    | آزاد      | ۱    | ۱    | آزاد      | ۱    | ۱    | آزاد      | ۱    | ۱    | آزاد      | ۱    | ۱    | آزاد      | ۱    | ۱    | آزاد      | ۱    | ۱    | آزاد      | ۱    | ۱    | آزاد      |
| فرانسه*          | ۱    | ۱    | آزاد      | ۱    | ۱    | آزاد      | ۱    | ۱    | آزاد      | ۱    | ۱    | آزاد      | ۱    | ۱    | آزاد      | ۱    | ۱    | آزاد      | ۱    | ۱    | آزاد      | ۱    | ۲    | آزاد      | ۱    | ۲    | آزاد      |
| آلمان*           | ۱    | ۱    | آزاد      | ۱    | ۱    | آزاد      | ۱    | ۱    | آزاد      | ۱    | ۱    | آزاد      | ۱    | ۱    | آزاد      | ۱    | ۱    | آزاد      | ۱    | ۱    | آزاد      | ۱    | ۱    | آزاد      | ۱    | ۱    | آزاد      |
| یونان*           | ۱    | ۲    | آزاد      | ۱    | ۲    | آزاد      | ۲    | ۲    | آزاد      | ۲    | ۲    | آزاد      | ۲    | ۲    | آزاد      | ۲    | ۲    | آزاد      | ۲    | ۲    | آزاد      | ۲    | ۲    | آزاد      | ۲    | ۲    | آزاد      |
| مجارستان*        | ۱    | ۱    | آزاد      | ۱    | ۱    | آزاد      | ۱    | ۲    | آزاد      | ۱    | ۲    | آزاد      | ۱    | ۲    | آزاد      | ۲    | ۲    | آزاد      | ۲    | ۲    | آزاد      | ۳    | ۲    | آزاد      | ۳    | ۲    | آزاد      |
| ایسلند*          | ۱    | ۱    | آزاد      | ۱    | ۱    | آزاد      | ۱    | ۱    | آزاد      | ۱    | ۱    | آزاد      | ۱    | ۱    | آزاد      | ۱    | ۱    | آزاد      | ۱    | ۱    | آزاد      | ۱    | ۱    | آزاد      | ۱    | ۱    | آزاد      |
| جمهوری ایرلند*   | ۱    | ۱    | آزاد      | ۱    | ۱    | آزاد      | ۱    | ۱    | آزاد      | ۱    | ۱    | آزاد      | ۱    | ۱    | آزاد      | ۱    | ۱    | آزاد      | ۱    | ۱    | آزاد      | ۱    | ۱    | آزاد      | ۱    | ۱    | آزاد      |
| ایتالیا*         | ۱    | ۲    | آزاد      | ۱    | ۲    | آزاد      | ۱    | ۱    | آزاد      | ۲    | ۱    | آزاد      | ۱    | ۱    | آزاد      | ۱    | ۱    | آزاد      | ۱    | ۱    | آزاد      | ۱    | ۱    | آزاد      | ۱    | ۱    | آزاد      |
| کوزوو*           | ۵    | ۴    | نیمه آزاد | ۵    | ۴    | نیمه آزاد | ۵    | ۴    | نیمه آزاد | ۵    | ۴    | نیمه آزاد | ۵    | ۴    | نیمه آزاد | ۴    | ۴    | نیمه آزاد | ۳    | ۴    | نیمه آزاد | ۳    | ۴    | نیمه آزاد | ۳    | ۴    | نیمه آزاد |
| لتونی*           | ۲    | ۱    | آزاد      | ۲    | ۲    | آزاد      | ۲    | ۲    | آزاد      | ۲    | ۲    | آزاد      | ۲    | ۲    | آزاد      | ۲    | ۲    | آزاد      | ۲    | ۲    | آزاد      | ۱    | ۲    | آزاد      | ۲    | ۲    | آزاد      |
| لیختن‌اشتاین*     | ۱    | ۱    | آزاد      | ۱    | ۱    | آزاد      | ۱    | ۱    | آزاد      | ۱    | ۱    | آزاد      | ۱    | ۱    | آزاد      | ۱    | ۱    | آزاد      | ۱    | ۱    | آزاد      | ۲    | ۱    | آزاد      | ۲    | ۱    | آزاد      |
| لیتوانی*         | ۱    | ۱    | آزاد      | ۱    | ۱    | آزاد      | ۱    | ۱    | آزاد      | ۱    | ۱    | آزاد      | ۱    | ۱    | آزاد      | ۱    | ۱    | آزاد      | ۱    | ۱    | آزاد      | ۱    | ۱    | آزاد      | ۱    | ۱    | آزاد      |
| لوکزامبورگ*      | ۱    | ۱    | آزاد      | ۱    | ۱    | آزاد      | ۱    | ۱    | آزاد      | ۱    | ۱    | آزاد      | ۱    | ۱    | آزاد      | ۱    | ۱    | آزاد      | ۱    | ۱    | آزاد      | ۱    | ۱    | آزاد      | ۱    | ۱    | آزاد      |
| مقدونیه شمالی    | ۳    | ۳    | نیمه آزاد | ۳    | ۳    | نیمه آزاد | ۳    | ۳    | نیمه آزاد | ۳    | ۳    | نیمه آزاد | ۳    | ۳    | نیمه آزاد | ۴    | ۳    | نیمه آزاد | ۴    | ۳    | نیمه آزاد | ۴    | ۳    | نیمه آزاد | ۴    | ۳    | نیمه آزاد |
| مالت*            | ۱    | ۱    | آزاد      | ۱    | ۱    | آزاد      | ۱    | ۱    | آزاد      | ۱    | ۱    | آزاد      | ۱    | ۱    | آزاد      | ۱    | ۱    | آزاد      | ۱    | ۱    | آزاد      | ۱    | ۱    | آزاد      | ۱    | ۱    | آزاد      |
| موناکو*          | ۲    | ۱    | آزاد      | ۲    | ۱    | آزاد      | ۲    | ۱    | آزاد      | ۲    | ۱    | آزاد      | ۲    | ۱    | آزاد      | ۲    | ۱    | آزاد      | ۲    | ۱    | آزاد      | ۳    | ۱    | آزاد      | ۳    | ۱    | آزاد      |
| مونته‌نگرو*       | ۳    | ۲    | آزاد      | ۳    | ۲    | آزاد      | ۳    | ۲    | آزاد      | ۳    | ۲    | آزاد      | ۳    | ۲    | آزاد      | ۳    | ۲    | آزاد      | ۳    | ۳    | نیمه آزاد | ۳    | ۳    | نیمه آزاد | ۳    | ۳    | نیمه آزاد |
| هلند*            | ۱    | ۱    | آزاد      | ۱    | ۱    | آزاد      | ۱    | ۱    | آزاد      | ۱    | ۱    | آزاد      | ۱    | ۱    | آزاد      | ۱    | ۱    | آزاد      | ۱    | ۱    | آزاد      | ۱    | ۱    | آزاد      | ۱    | ۱    | آزاد      |
| نروژ*            | ۱    | ۱    | آزاد      | ۱    | ۱    | آزاد      | ۱    | ۱    | آزاد      | ۱    | ۱    | آزاد      | ۱    | ۱    | آزاد      | ۱    | ۱    | آزاد      | ۱    | ۱    | آزاد      | ۱    | ۱    | آزاد      | ۱    | ۱    | آزاد      |
| لهستان*          | ۱    | ۱    | آزاد      | ۱    | ۱    | آزاد      | ۱    | ۱    | آزاد      | ۱    | ۱    | آزاد      | ۱    | ۱    | آزاد      | ۱    | ۱    | آزاد      | ۱    | ۱    | آزاد      | ۱    | ۲    | آزاد      | ۱    | ۲    | آزاد      |
| پرتغال*          | ۱    | ۱    | آزاد      | ۱    | ۱    | آزاد      | ۱    | ۱    | آزاد      | ۱    | ۱    | آزاد      | ۱    | ۱    | آزاد      | ۱    | ۱    | آزاد      | ۱    | ۱    | آزاد      | ۱    | ۱    | آزاد      | ۱    | ۱    | آزاد      |
| رومانی*          | ۲    | ۲    | آزاد      | ۲    | ۲    | آزاد      | ۲    | ۲    | آزاد      | ۲    | ۲    | آزاد      | ۲    | ۲    | آزاد      | ۲    | ۲    | آزاد      | ۲    | ۲    | آزاد      | ۲    | ۲    | آزاد      | ۲    | ۲    | آزاد      |
| سان مارینو*      | ۱    | ۱    | آزاد      | ۱    | ۱    | آزاد      | ۱    | ۱    | آزاد      | ۱    | ۱    | آزاد      | ۱    | ۱    | آزاد      | ۱    | ۱    | آزاد      | ۱    | ۱    | آزاد      | ۱    | ۱    | آزاد      | ۱    | ۱    | آزاد      |
| صربستان*         | ۲    | ۲    | آزاد      | ۲    | ۲    | آزاد      | ۲    | ۲    | آزاد      | ۲    | ۲    | آزاد      | ۲    | ۲    | آزاد      | ۲    | ۲    | آزاد      | ۲    | ۲    | آزاد      | ۳    | ۲    | آزاد      | ۳    | ۲    | آزاد      |
| اسلواکی*         | ۱    | ۱    | آزاد      | ۱    | ۱    | آزاد      | ۱    | ۱    | آزاد      | ۱    | ۱    | آزاد      | ۱    | ۱    | آزاد      | ۱    | ۱    | آزاد      | ۱    | ۱    | آزاد      | ۱    | ۱    | آزاد      | ۱    | ۱    | آزاد      |
| اسلوونی*         | ۱    | ۱    | آزاد      | ۱    | ۱    | آزاد      | ۱    | ۱    | آزاد      | ۱    | ۱    | آزاد      | ۱    | ۱    | آزاد      | ۱    | ۱    | آزاد      | ۱    | ۱    | آزاد      | ۱    | ۱    | آزاد      | ۱    | ۱    | آزاد      |
| اسپانیا*         | ۱    | ۱    | آزاد      | ۱    | ۱    | آزاد      | ۱    | ۱    | آزاد      | ۱    | ۱    | آزاد      | ۱    | ۱    | آزاد      | ۱    | ۱    | آزاد      | ۱    | ۱    | آزاد      | ۱    | ۱    | آزاد      | ۱    | ۱    | آزاد      |
| سوئد*            | ۱    | ۱    | آزاد      | ۱    | ۱    | آزاد      | ۱    | ۱    | آزاد      | ۱    | ۱    | آزاد      | ۱    | ۱    | آزاد      | ۱    | ۱    | آزاد      | ۱    | ۱    | آزاد      | ۱    | ۱    | آزاد      | ۱    | ۱    | آزاد      |
| سوئیس*           | ۱    | ۱    | آزاد      | ۱    | ۱    | آزاد      | ۱    | ۱    | آزاد      | ۱    | ۱    | آزاد      | ۱    | ۱    | آزاد      | ۱    | ۱    | آزاد      | ۱    | ۱    | آزاد      | ۱    | ۱    | آزاد      | ۱    | ۱    | آزاد      |
| ترکیه            | ۳    | ۳    | نیمه آزاد | ۳    | ۳    | نیمه آزاد | ۳    | ۳    | نیمه آزاد | ۳    | ۴    | نیمه آزاد | ۳    | ۴    | نیمه آزاد | ۳    | ۴    | نیمه آزاد | ۳    | ۴    | نیمه آزاد | ۴    | ۵    | نیمه آزاد | ۵    | ۶    | Not       |
| بریتانیا*        | ۱    | ۱    | آزاد      | ۱    | ۱    | آزاد      | ۱    | ۱    | آزاد      | ۱    | ۱    | آزاد      | ۱    | ۱    | آزاد      | ۱    | ۱    | آزاد      | ۱    | ۱    | آزاد      | ۱    | ۱    | آزاد      | ۱    | ۱    | آزاد      |

### خاورمیانه و شمال آفریقا
نبود آزادی: خاورمیانه کشورهای ترکیه، قبرس، گرجستان، آذربایجان و ارمنستان را می‌توان در اروپا و بخشهایی از اروپا در گزارش خانه آزادی در کشورهای جهان دید.
کلید: * - دموکراسی‌های انتخاباتی (مطابق شرح بالا), PR - حقوق سیاسی، CL - آزادی مدنی، آزاد Status: آزاد، نیمه آزاد آزاد، نبود آزادی، آزاد
|                   | ۲۰۱۰ | ۲۰۱۰ | ۲۰۱۰      | ۲۰۱۱ | ۲۰۱۱ | ۲۰۱۱      | ۲۰۱۲ | ۲۰۱۲ | ۲۰۱۲      | ۲۰۱۳ | ۲۰۱۳ | ۲۰۱۳      | ۲۰۱۴ | ۲۰۱۴ | ۲۰۱۴      | ۲۰۱۵ | ۲۰۱۵ | ۲۰۱۵      | ۲۰۱۶ | ۲۰۱۶ | ۲۰۱۶      | ۲۰۱۷ | ۲۰۱۷ | ۲۰۱۷      | ۲۰۱۸ | ۲۰۱۸ | ۲۰۱۸      |
| Country           | PR   | CL   | آزاد      | PR   | CL   | آزاد      | PR   | CL   | آزاد      | PR   | CL   | آزاد      | PR   | CL   | آزاد      | PR   | CL   | آزاد      | PR   | CL   | آزاد      | PR   | CL   | آزاد      | PR   | CL   | آزاد      |
| ----------------- | ---- | ---- | --------- | ---- | ---- | --------- | ---- | ---- | --------- | ---- | ---- | --------- | ---- | ---- | --------- | ---- | ---- | --------- | ---- | ---- | --------- | ---- | ---- | --------- | ---- | ---- | --------- |
| الجزایر           | ۶    | ۵    | نیست      | ۶    | ۵    | نیست      | ۶    | ۵    | نیست      | ۶    | ۵    | نیست      | ۶    | ۵    | نیست      | ۶    | ۵    | نیست      | ۶    | ۵    | نیست      | ۶    | ۵    | نیست      | ۶    | ۵    | نیست      |
| بحرین             | ۶    | ۵    | نیست      | ۶    | ۵    | نیست      | ۶    | ۶    | نیست      | ۶    | ۶    | نیست      | ۶    | ۶    | نیست      | ۷    | ۶    | نیست      | ۷    | ۶    | نیست      | ۷    | ۶    | نیست      | ۷    | ۶    | نیست      |
| مصر               | ۶    | ۵    | نیست      | ۶    | ۵    | نیست      | ۶    | ۵    | نیست      | ۵    | ۵    | نیمه آزاد | ۶    | ۵    | نیست      | ۶    | ۵    | نیست      | ۶    | ۵    | نیست      | ۶    | ۵    | نیست      | ۶    | ۶    | نیست      |
| ایران             | ۶    | ۶    | نیست      | ۶    | ۶    | نیست      | ۶    | ۶    | نیست      | ۶    | ۶    | نیست      | ۶    | ۶    | نیست      | ۶    | ۶    | نیست      | ۶    | ۶    | نیست      | ۶    | ۶    | نیست      | ۵    | ۶    | نیست      |
| عراق              | ۵    | ۶    | نیست      | ۵    | ۶    | نیست      | ۵    | ۶    | نیست      | ۶    | ۶    | نیست      | ۵    | ۶    | نیست      | ۶    | ۶    | نیست      | ۵    | ۶    | نیست      | ۵    | ۶    | نیست      | ۵    | ۶    | نیست      |
| اسرائیل*          | ۱    | ۲    | آزاد      | ۱    | ۲    | آزاد      | ۱    | ۲    | آزاد      | ۱    | ۲    | آزاد      | ۱    | ۲    | آزاد      | ۱    | ۲    | آزاد      | ۱    | ۲    | آزاد      | ۱    | ۲    | آزاد      | ۱    | ۳    | آزاد      |
| اردن              | ۶    | ۵    | نیست      | ۶    | ۵    | نیست      | ۶    | ۵    | نیست      | ۶    | ۵    | نیست      | ۶    | ۵    | نیست      | ۶    | ۵    | نیست      | ۶    | ۵    | نیست      | ۵    | ۵    | نیمه آزاد | ۵    | ۵    | نیمه آزاد |
| کویت              | ۴    | ۴    | نیمه آزاد | ۴    | ۵    | نیمه آزاد | ۴    | ۵    | نیمه آزاد | ۵    | ۵    | نیمه آزاد | ۵    | ۵    | نیمه آزاد | ۵    | ۵    | نیمه آزاد | ۵    | ۵    | نیمه آزاد | ۵    | ۵    | نیمه آزاد | ۵    | ۵    | نیمه آزاد |
| لبنان             | ۵    | ۳    | نیمه آزاد | ۵    | ۳    | نیمه آزاد | ۵    | ۴    | نیمه آزاد | ۵    | ۴    | نیمه آزاد | ۵    | ۴    | نیمه آزاد | ۵    | ۴    | نیمه آزاد | ۵    | ۴    | نیمه آزاد | ۵    | ۴    | نیمه آزاد | ۶    | ۴    | نیمه آزاد |
| لیبی              | ۷    | ۷    | نیست      | ۷    | ۷    | نیست      | ۷    | ۶    | نیست      | ۴    | ۵    | نیمه آزاد | ۴    | ۵    | نیمه آزاد | ۶    | ۶    | نیست      | ۶    | ۶    | نیست      | ۷    | ۶    | نیست      | ۷    | ۶    | نیست      |
| مراکش             | ۵    | ۴    | نیمه آزاد | ۵    | ۴    | نیمه آزاد | ۵    | ۴    | نیمه آزاد | ۵    | ۴    | نیمه آزاد | ۵    | ۴    | نیمه آزاد | ۵    | ۴    | نیمه آزاد | ۵    | ۴    | نیمه آزاد | ۵    | ۴    | نیمه آزاد | ۵    | ۵    | نیمه آزاد |
| عمان              | ۶    | ۵    | نیست      | ۶    | ۵    | نیست      | ۶    | ۵    | نیست      | ۶    | ۵    | نیست      | ۶    | ۵    | نیست      | ۶    | ۵    | نیست      | ۶    | ۵    | نیست      | ۶    | ۵    | نیست      | ۶    | ۵    | نیست      |
| قطر               | ۶    | ۵    | نیست      | ۶    | ۵    | نیست      | ۶    | ۵    | نیست      | ۶    | ۵    | نیست      | ۶    | ۵    | نیست      | ۶    | ۵    | نیست      | ۶    | ۵    | نیست      | ۶    | ۵    | نیست      | ۶    | ۵    | نیست      |
| عربستان سعودی     | ۷    | ۶    | نیست      | ۷    | ۶    | نیست      | ۷    | ۷    | نیست      | ۷    | ۷    | نیست      | ۷    | ۷    | نیست      | ۷    | ۷    | نیست      | ۷    | ۷    | نیست      | ۷    | ۷    | نیست      | ۷    | ۷    | نیست      |
| سوریه             | ۷    | ۶    | نیست      | ۷    | ۶    | نیست      | ۷    | ۷    | نیست      | ۷    | ۷    | نیست      | ۷    | ۷    | نیست      | ۷    | ۷    | نیست      | ۷    | ۷    | نیست      | ۷    | ۷    | نیست      | ۷    | ۷    | نیست      |
| تونس*             | ۷    | ۵    | نیست      | ۷    | ۵    | نیست      | ۳    | ۴    | نیمه آزاد | ۳    | ۴    | نیمه آزاد | ۳    | ۳    | نیمه آزاد | ۱    | ۳    | آزاد      | ۱    | ۳    | آزاد      | ۱    | ۳    | آزاد      | ۲    | ۳    | آزاد      |
| امارات متحده عربی | ۶    | ۵    | نیست      | ۶    | ۵    | نیست      | ۶    | ۶    | نیست      | ۶    | ۶    | نیست      | ۶    | ۶    | نیست      | ۶    | ۶    | نیست      | ۶    | ۶    | نیست      | ۶    | ۶    | نیست      | ۷    | ۶    | نیست      |
| یمن               | ۶    | ۵    | نیست      | ۶    | ۵    | نیست      | ۶    | ۶    | نیست      | ۶    | ۶    | نیست      | ۶    | ۶    | نیست      | ۶    | ۶    | نیست      | ۷    | ۶    | نیست      | ۷    | ۶    | نیست      | ۷    | ۶    | نیست      |